# Delain

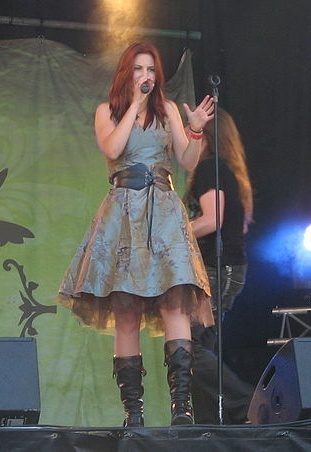
Шарлотта Весселс, 2007

Delain — нідерландський симфо-метал-гурт із Зволле, що був утворений у 2002 році колишнім клавішником гурту Within Temptation Мартейном Вестерхольтом. Назву гурту було запозичено із назви королівства в книзі Стівена Кінга «Очі дракона». Цікаво, що у Мартейна є брат Роберт Вестерхольт (Robert Westerholt) — співзасновник і багаторічний учасник Within Temptation.
Спочатку Delain планувався як проєкт за участі запрошених музикантів. 2002 року було записано демо Amenity, вокальну партію виконала Анна Інверніці (Anne Invernizzi). У 2005 році Delain підписали угоду з Roadrunner Records, американським лейблом звукозапису. Також у 2005 році до гурту приєдналась Шарлотта Весселс, спочатку як бек-вокалістка, згодом багаторічна головна вокалістка гурту. Саме вона виконувала головні жіночі вокальні партії на шісти студійних альбомах гурту протягом 2006—2021 рр.
У лютому 2021 року було оголошено, що шляхи учасників гурту розходяться. Проте Мартейн Вестерхольт запевнив, що бажає зберегти Delain, продовжити продюсувати гурт і писати для нього пісні. Спочатку планувалося повернутися до витоків — перетворити гурт у проєкт за участі багатьох запрошених учасників, але вже в червні до Delain повернулися кілька колишніх учасників гурту (Рональд Ланда, Сандер Зур). А в серпні 2022 року оголосили нову головну вокалістку Delain — нею стала Діана Лі (Diana Leah).

## Склад
- Мартайн Вестерхольт (Martijn Westerholt) — клавіші (2002, 2005-дотепер)
- Діана Лі (Diana Leah) — вокал (2022-дотепер)
- Людовіко Чофі (Ludovico Cioffi) — бас-гітара, гроул (2022-дотепер)
- Сандер Зур (Sander Zoer) — барабани (2006-дотепер)
- Рональд Ланда (Ronald Landa) — гітара, бек-вокал (2007- отепер)

Колишні учасники:
- Анна Інверніці (Anne Invernizzi) — вокал (2002)
- Мартайн Віллемсен (Martijn Willemsen) — бас-гітара (2002)
- Тім Купер (Tim Kuper) — барабани (2002)
- Рой Ван Енхюзен (Roy Van Enkhuyzen) — гітара (2002)
- Франк ван дер Мейден (Frank van der Meijden) — гітара, бек-вокал (2002)
- Шарлотта Весселс (Charlotte Wessels) — вокал (2005—2022)
- Рей Ван Ленте (Ray Van Lente) — гітара (2006—2007)
- Роб ван дер Лу (Rob van der Loo) — бас-гітара (2006—2010), сесійний гітарист (2022)
- Мерель Бектольд (Merel Bechtold) — гітара (2015—2019)
- Джоі Мартін де Бор (Joey Marin de Boer) — барабани (2019—2020)
- Рубен Ізраель (Ruben Israel) — барабани (2014—2019)
- Отто Шіммельпеннік ван дер Ойе (Otto Schimmelpenninck van der Oije) — бас-гітара, бек-вокал (2010—2020)
- Тімо Сомерс (Timo Somers) — гітара, бек-вокал (2011—2021)

## Дискографія

### Альбоми
- 2006: Lucidity
- 2009: April Rain
- 2012: We Are the Others
- 2014: The Human Contradiction
- 2016: Moonbathers
- 2020: Apocalypse & Chill
- 2023: Dark Waters

### Сингли
- 2006: Frozen
- 2007: See Me In Shadow
- 2008: The Gathering
- 2009: April Rain
- 2009: Stay Forever
- 2010: Smalltown Boy
- 2012: Get the Devil Out of Me
- 2012: We Are The Others
- 2013: Are You Done With Me
- 2014: Your Body Is a Battleground
- 2014: Stardust
- 2015: Sing to Me
- 2016: Suckerpunch
- 2016: The Glory and the Scum
- 2016: Fire with Fire
- 2019: Masters of Destiny
- 2019: Burning Briges
- 2019: One Second
- 22020: Ghost House Heart
- 2022: The Quest and the Curse
- 2022: Beneath (feat. Paolo Ribaldini)
- 2022: Moth to a Flame
- 2022: Queen of Shadow

Збірки:
- 2013: Interlude (2013)